# Félix Guignot
Pour les articles homonymes, voir Guignot.
Felix Guignot est un médecin et entomologiste français, né le 16 novembre 1882 à Avignon et mort le 22 juin 1959 à Avignon.
Après des études de médecine à l'université de Montpellier il exerce en cabinet privé à Avignon et pratique l'entomologie en amateur.
Son premier article d'entomologie est publié en 1925 dans le Bulletin de la Société entomologique de France.
Au fil de ses publications il devient un spécialiste reconnu des coléoptères aquatiques. Son ouvrage classique Les Hydrocanthares de France remporte en 1932 le prix Dollfus de la Société entomologique de France.
Membre fondateur de la Société d'étude des Sciences naturelles de Vaucluse, il en exerce la présidence pendant presque 31 ans entre 1929 et 1950.
Auteur de 188 articles, dont 3 monographies de référence, Félix Guignot a décrit 514 nouvelles espèces. Sa collection entomologique se trouve maintenant au Muséum national d'histoire naturelle de Paris.
Le genre Guignotus de l'ordre des coléoptères est nommé en son honneur.

## Liste partielle des publications
- 1932 — Les Hydrocanthares de France (Toulouse).
- 1947 — Coléoptères hydrocanthares (Vol. 48 de la collection "Faune de France").
- 1959 — Révision des hydrocanthares d'Afrique (Annales du Musée royal du Congo belge).

## Source
- Hans Fery, Anders N. Nilsson & Franck Bameul (2006). The late Félix Guignot. (en)